# Горње Комарево
Горње Комарево је насељено место у саставу града Сиска, Република Хрватска.

## Становништво
На попису становништва 2011. године, Горње Комарево је имало 506 становника.

## Попис 1991.
На попису становништва 1991. године, насељено место Горње Комарево је имало 549 становника, следећег националног састава:
| Попис 1991.‍  | Попис 1991.‍  | Попис 1991.‍ | Попис 1991.‍ | Попис 1991.‍ |
| ------------ | ------------ | ----------- | ----------- | ----------- |
|              |              |             |             |             |
| Хрвати       | Хрвати       |             | 461         | 83,97%      |
| Југословени  | Југословени  |             | 33          | 6,01%       |
| Срби         | Срби         |             | 26          | 4,73%       |
| Муслимани    | Муслимани    |             | 4           | 0,72%       |
| Словаци      | Словаци      |             | 1           | 0,18%       |
| Словенци     | Словенци     |             | 1           | 0,18%       |
| остали       | остали       |             | 1           | 0,18%       |
| неопредељени | неопредељени |             | 11          | 2,00%       |
| регион. опр. | регион. опр. |             | 1           | 0,18%       |
| непознато    | непознато    |             | 10          | 1,82%       |
| укупно: 549  |              |             |             |             |